# Manuel Enrique Araujo
Manuel Enrique Araujo Rodríguez (Hacienda El Condadillo, departamento de Usulután, 12 de octubre de 1865-San Salvador, 9 de febrero de 1913) fue un médico y político salvadoreño originario de Jucuapa, que ocupó el cargo de presidente de la República de El Salvador entre los años 1911 y 1913. Es el único presidente asesinado en el ejercicio de sus funciones en la historia de este país. Asumió el poder durante el período histórico denominado del «Estado cafetalero», en el que el gobierno y la sociedad eran influenciados por un grupo de inversionistas y comerciantes que lideraban el desarrollo del país, pero que generaba notables desigualdades en el resto de la sociedad.
Araujo, quien era médico de profesión, implantó una serie de reformas sociales y económicas en un período en el que se hacían sentir diversas manifestaciones de violencia en los grupos marginados. Dichas medidas comprendían la estabilización de las finanzas públicas del Estado, el incremento de los impuestos a las exportaciones del café, importantes reformas en la Fuerza Armada y la creación de la Guardia Nacional; además, durante su administración se decretó por primera vez una Ley de accidentes de trabajo, y en las relaciones exteriores se opuso a la política de intromisión de los Estados Unidos en Nicaragua.
La política reformista de Araujo se interrumpió por su asesinato, el cual fue cometido por tres individuos que acabaron fusilados; aunque la causa y autores intelectuales del crimen nunca han sido aclarados.

## Presidencia

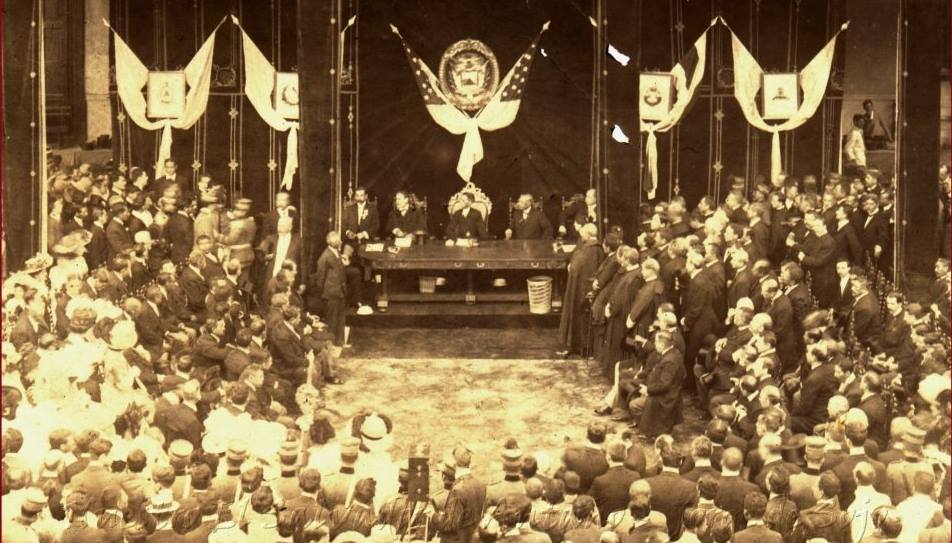
Durante la ceremonia para la investidura Presidencial del Dr. Manuel Enrique Araujo en el Palacio Nacional, 1911

El doctor Manuel Enrique Araujo se presentó como candidato a las elecciones presidenciales para el período constitucional de 1911 a 1915, con el apoyo del presidente saliente Fernando Figueroa, en cuyo gobierno había ostentado el cargo de vicepresidente. Su oponente era el doctor Esteban Castro. Sin embargo, en un principio Figueroa no respaldaba su candidatura, ya que favorecía la de Francisco Dueñas quien podía ser más adecuado para los «intereses de los Estados Unidos», según refería el mismo Figueroa al departamento de Estado de ese país.
Araujo había ejercido el cargo de alcalde de San Salvador, y también había sido nombrado para la Asamblea Constituyente de 1886, a la que no pudo asistir porque era demasiado joven. Ganó la elección presidencial por abrumadora mayoría y tomó posesión del cargo el 1 de marzo de 1911. Como vicepresidente le acompañaba Onofre Durán. De hecho, se dice que Araujo rechazó que su hermano Rosendo fuera elegido para ese cargo por parte de la Asamblea Legislativa, para evitar que el pueblo creyera que se estaba estableciendo una «dinastía».
Desde que asumió la jefatura presidencial, llamó para ser parte de su gabinete a distinguidas personalidades, entre los que se contaban profesionales universitarios. Ellos eran: el doctor Teodosio Carranza, como ministro de Gobernación; don Rafael Guirola, ministro de Hacienda; Francisco Dueñas, ministro de Relaciones Exteriores, quien fue sustituido por Manuel Castro; el general e ingeniero José María Peralta Lagos, ministro de Guerra; y el doctor Eusebio Bracamonte, subsecretario de Guerra. En el manifiesto brindado ante la asamblea legislativa salvadoreña, el día que asumió la presidencia, dijo estas palabras: 

...cuando de la Nación se trata, menos fuerza deben tener los exclusivismos, porque la Nación no es de éste o de aquel partido, sino que pertenece a todos y todos deben ofrendar en bien de ella lo mejor que poseen.

### Política económica

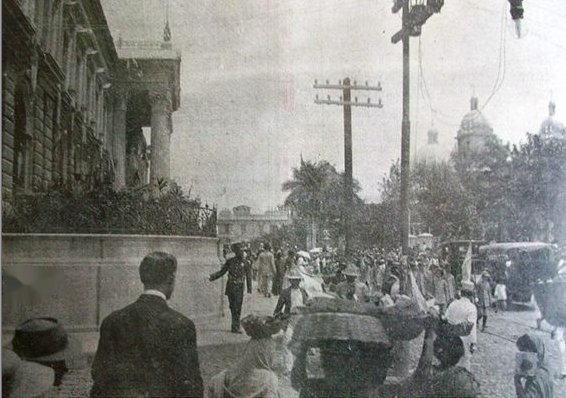
Centro de San Salvador, 1910

Al momento de asumir el poder el estado financiero del país era lamentable, por lo que se dio a la tarea de reorganizar las arcas del Estado con varias medidas, entre las que se contaban la supresión de cargos públicos innecesarios, revisión de contratos y el alza del impuesto al café, a pesar de que él mismo era cafetalero. Dicho impuesto consistía en gravar con 30 centavos de dólar oro por quintal de café exportado; además se agregaba otro de 14% a las importaciones. Araujo logró normalizar los pagos del gobierno, contrató nuevo personal y el crédito del país volvió a recuperarse, por lo que banqueros nacionales y extranjeros le ofrecieron empréstitos, pero el presidente los rechazó por considerarlos innecesarios.
Aparte del saneamiento de la hacienda pública, Araujo realizó notables obras durante su gestión presidencial. Entre ellas se cuentan la inauguración del ferrocarril de San Miguel a La Unión, junto a la apertura del puerto El Triunfo. En el ramo de la agricultura, creó el respectivo Ministerio.

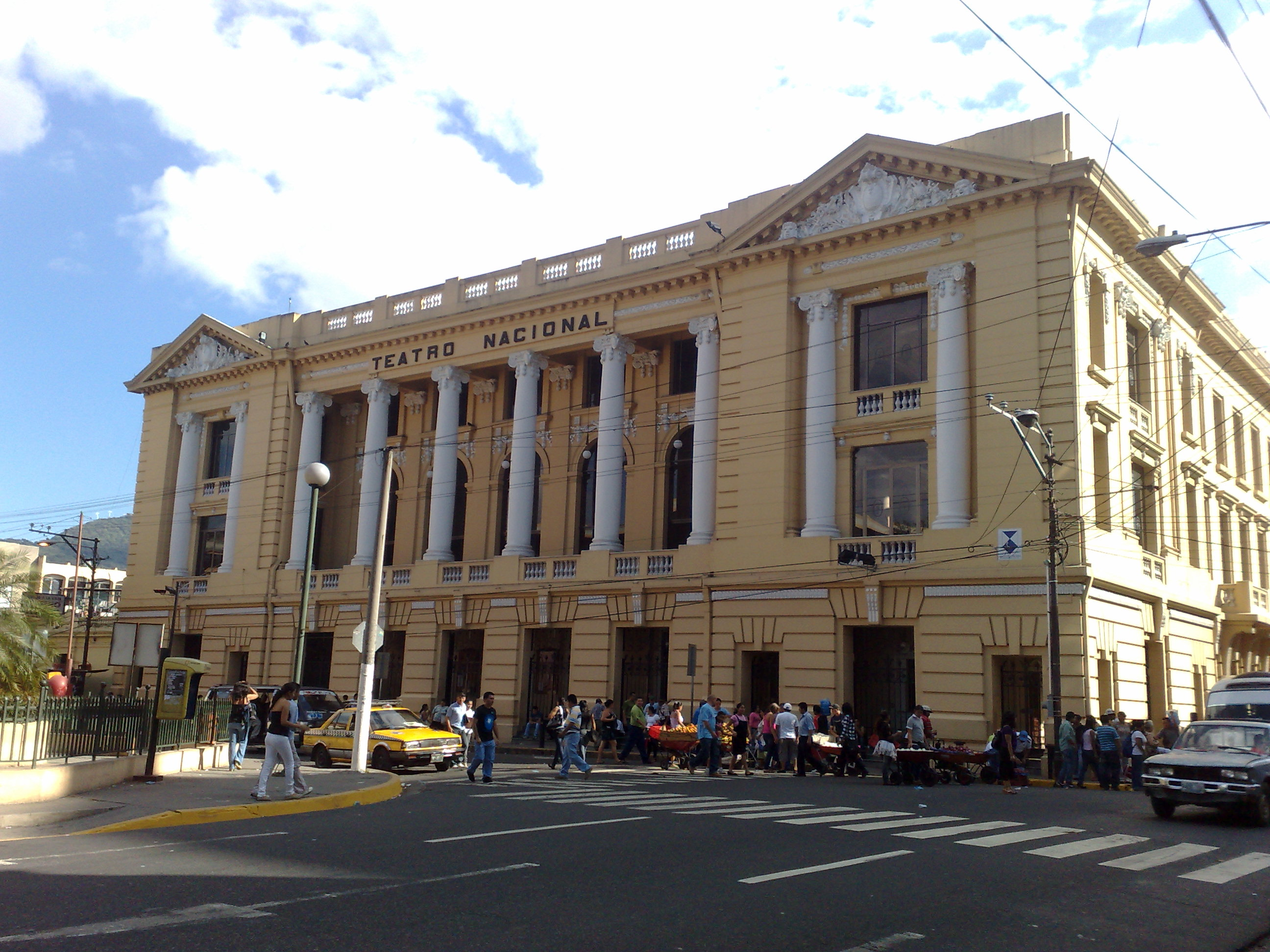
El Teatro Nacional de San Salvador comenzó a construirse en la presidencia de Araujo.

### Político

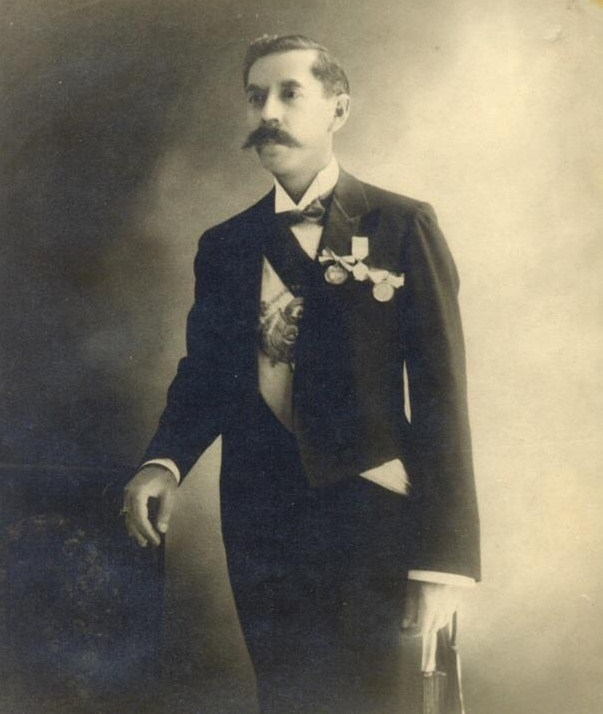
Araujo con la banda presidencial en 1911. Se caracterizó por dar un giro en la forma de gobernar al país, pues se preocupó por invertir en los pobres dándoles educación, servicios de salud y mejoras en el campo laboral.

En el campo de la educación, durante su gobierno se crearon premios para los estudiantes distinguidos, fueran de escuela o Universidad, y muchos de ellos se enviaron al extranjero para mejorar su instrucción tanto en los Estados Unidos como en Europa. Se dice que él mismo se hacía presente en los colegios y brindaba palabras de apoyo a los alumnos sobresalientes. También se adquirió la Quinta Natalia ubicada en el barrio San Jacinto, ya que allí se proyectaba construir la Escuela Normal de Varones o de Maestros, que posteriormente se convirtió en la Casa Presidencial.
En materia laboral, se decretó por primera vez en la historia de El Salvador la Ley de accidentes de trabajo. Aunque no cubría a los asalariados rurales, obligaba al Estado y los patronos a compartir la responsabilidad de indemnizar a los trabajadores que resultasen incapacitados por accidentes laborales.
En el ramo de la salud, Araujo dejó como legado la construcción de la Escuela de Medicina de la Universidad de El Salvador, popularmente conocida como La Rotonda, que fue finalizada en marzo de 1913 y la cual se encuentra ubicada frente al Hospital Nacional Rosales. También introdujo cambios en la secciones de odontología y farmacia.
Otras importantes obras de la presidencia de Araujo fueron el inicio de la construcción del Teatro Nacional de San Salvador cuya primera piedra fue colocada por él mismo el día 3 de noviembre de 1911; y la fundación del Instituto de Historia Natural el 31 de agosto de ese mismo año, en reemplazo del Museo Nacional. Por otra parte, en el año 1912 se establecieron bajo sus auspicios la Academia de Dibujo y Pintura de Carlos Alberto Imery, así como el Ateneo de El Salvador el día 1 de diciembre.

### Seguridad pública y fuerza armada

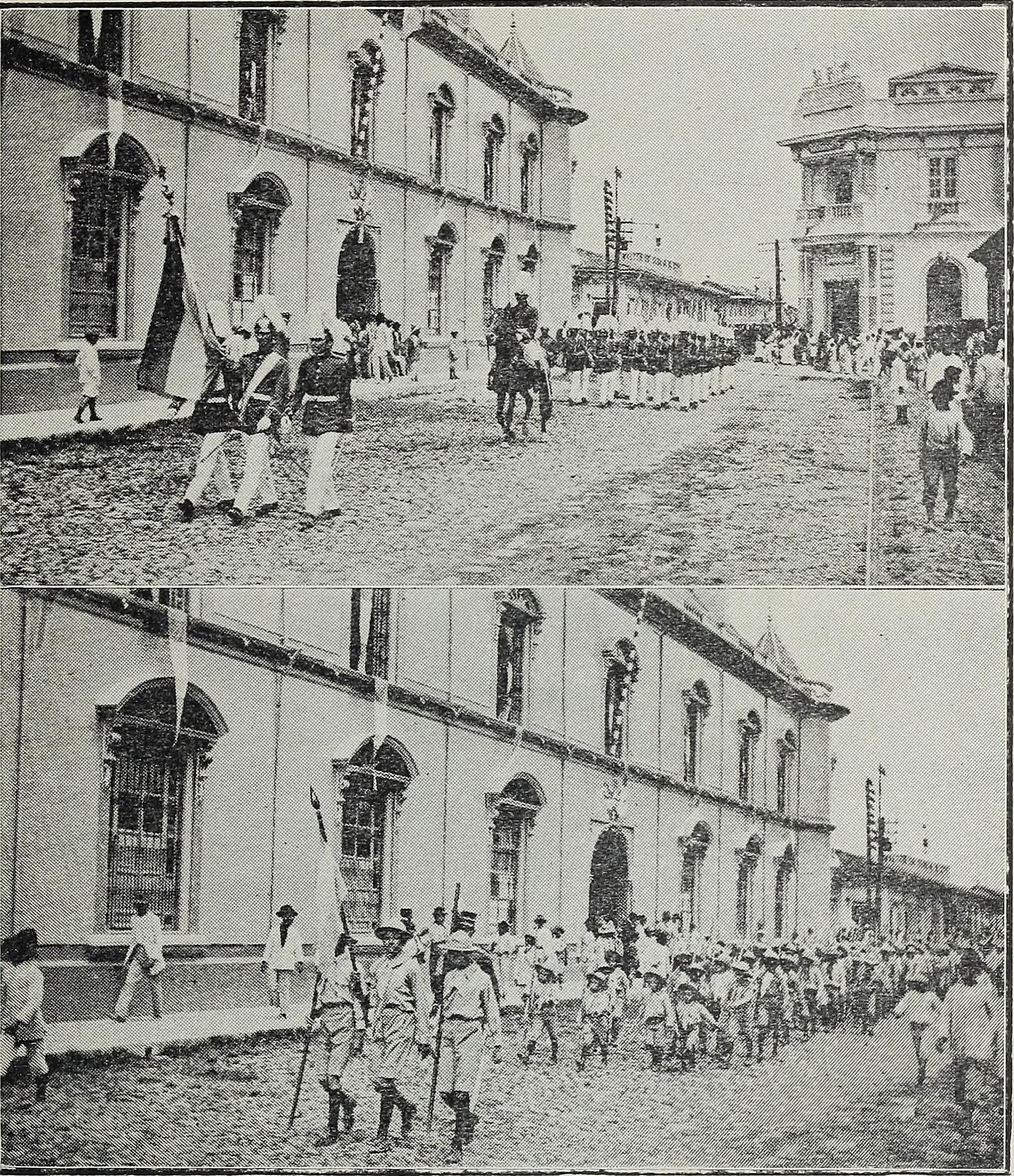
La Escuela Politécnica con uniforme de gala Los Boy Scouts de El Salvador, frente a la Escuela Politécnica: la República de El Salvador fue la que organizó la primera Escuela Militar en Centro América.

Araujo creó la  Guardia Nacional el 3 de febrero de 1912 con asesoría de la Guardia Civil de España. Dicha división era una policía rural que contrarrestaba a las bandas de forajidos que proliferaban en el territorio, y perduró hasta el fin de la guerra civil de El Salvador. El  Ejército salvadoreño también fue objeto de reforma con la contratación de asesores extranjeros de España y Chile para emprender la educación y capacitación de sus efectivos. Además, durante su gestión se creó el Estado Mayor Central del Ejército.

### Relaciones internacionales
En cuanto a las relaciones internacionales, los vínculos con las naciones vecinas fueron fraternas. Como ferviente liberal, creía en la unión centroamericana y la integridad de sus Estados, por lo que era muy crítico de la injerencia de los Estados Unidos en Latinoamérica; así como del servilismo de algunos gobiernos ante esa nación. Muestra de ello era el envío de una carta de protesta ante el presidente estadounidense William Taft por su intromisión en los asuntos políticos de Nicaragua; país al que llegó a ofrecerle cooperación económica y financiera para el «arreglo de sus compromisos». Por otra parte, el servicio exterior de su gobierno incluía a Federico Mejía, en Washington; José Gustavo Guerrero, en París; Patrocinio Guzmán Trigueros, en Italia; y el ensayista Alberto Masferrer, en Bélgica, un reconocido crítico de las contradicciones sociales de la época.

### Símbolos patrios y centenario del movimiento del 5 de noviembre de 1811

La bandera de El Salvador, adoptada en 1912, es similar a la bandera de la República Federal de Centro América.

La bandera de El Salvador adoptada en 1865, y sustituida por la de 1912, era similar a la bandera de los Estados Unidos.

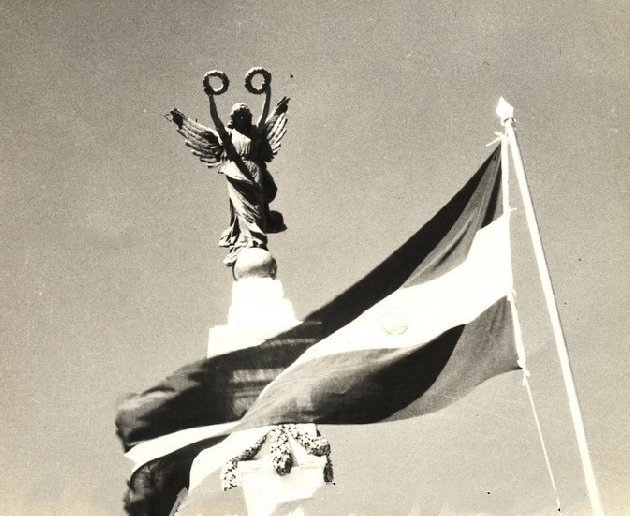
Plaza Libertad - San Salvador

En la gestión de Manuel Enrique Araujo ocurrieron dos acontecimientos relevantes en la historia de El Salvador. Por iniciativa del mismo presidente fueron adoptados el escudo y la bandera salvadoreña que sustituyeron a los creados en 1865. Ambos fueron adecuados a los colores originales de la República Federal de Centro América y el diseño resultó de un concurso ganado por el calígrafo Rafael Barraza. Los símbolos se oficializaron el 15 de septiembre de 1912 en el Campo Marte de San Salvador adonde asistió el presidente, quien realizó la juramentación del nuevo pabellón nacional ante una numerosa concurrencia. Es muy posible que el cambio se debiera a que la anterior bandera era similar a la estadounidense, por lo que Araujo trataba de demostrar su política antiimperialista y su «fe en el ideal unionista» centroamericano.
El otro acontecimiento era la conmemoración del centenario del primer movimiento independentista en San Salvador de 1811, que tuvo lugar el 5 de noviembre. La celebración de la efeméride se desarrolló con la solemnidad del caso entre el 3 y 7 de noviembre de 1911 y concurrieron invitados de la región centroamericana, además se celebraron congresos y Juegos Florales y se erigió el «Monumento a los Próceres» en la Plaza Libertad; todo en el marco de una bonancible situación económica por los elevados precios del café, pero que contrastaba con el estado de pobreza de gran parte de la población salvadoreña y la inestabilidad política, ya que el mandatario había sufrido dos intentonas golpistas de las que era sospechoso el doctor Prudencio Alfaro, enemigo político del expresidente Fernando Figueroa.

### Otros actos
En el 11 de agosto de 1911 emitió el Reglamento para el empleo del Hormigón armado. Las Instrucciones Reglamentarias para el Empleo del Cemento Armado adaptadas por la Dirección General de Obras Públicas que hicieron especificaciones para el uso del cemento armado en el país fueron aprobadas por su gobierno en el 10 de octubre de 1912.
En el 19 de diciembre de 1911 emitió un reglamento que sujetaría a las empresas y compañías de energía eléctrica a medidas dictadas para evitar accidentes que podían ocurrir por instalaciones eléctricas y armonizar los servicios eléctricos con los servicios de telégrafos y teléfonos.
En el 29 de diciembre acordó por medio de la Secretaría de Hacienda que la lámina de hierro galvanizada de zinc para techos se afore á un centavo desde el 1 de febrero de 1912; esto se hizo porque esta lámina tenía un aforo "tan ínfimo" que no permitía la competencia con otros materiales para techos, porque, de acuerdo al gobierno, "el empleo de esta lámina contribuyó al cambio de las condiciones climatéricas de algunas poblaciones, con perjuicio de la salubridad pública", y porque las nuevas construcciones exigían materiales más adecuados para su seguridad y mejor aspecto.

## El Estado cafetalero y el presidente Araujo

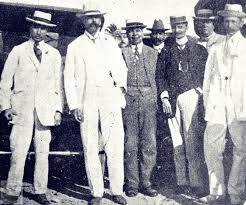
1911, Don Rafael Guirola Duke, Presidente Dr. Manuel Enrique Araujo, Dr.Teodosio Carranza, Dr. David Rosales Dr. Manuel Castro Ramírez y Don Mauricio Duke

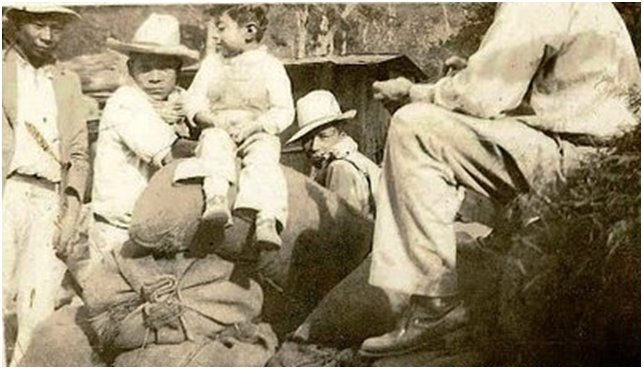
Niños alrededor de unos sacos de café en una de las Fincas del Volcán de Santa Ana - 1910

Desde las últimas décadas del siglo XIX, en el territorio salvadoreño comenzaba a expandirse el cultivo del café. Las ganancias generadas por esta nueva actividad económica beneficiaban a un reducido grupo de inversionistas y comerciantes que implantaron en la sociedad un nuevo proyecto de desarrollo. De hecho, la cultura del país se vio influenciada por la corriente positivista de esos años, aplicada por aquellos que se hacían llamar «liberales». Ellos creían necesario traer el progreso a El Salvador y dejar atrás los viejos esquemas de la colonización española.
Una importante reforma para favorecer la expansión de ese cultivo, así como del azúcar, consistía en la privatización de la tierra y la supresión de las tierras comunales y ejidales desde los años 1880. La medida provocó la exclusión de muchos campesinos de los derechos de propiedad y el consecuente crecimiento urbano en el que proliferaron los grupos considerados «marginales», tales como los vagos, limosneros y prostitutas; a quienes el Estado se encargaba de segregar del resto de la sociedad.
Precisamente, cuando Araujo asumía la presidencia en El Salvador, se comenzaban a manifestar brotes de violencia de aquellos que se sentían frustrados por las difíciles condiciones económicas y el sistema de exclusión social al que estaban sometidos. También las dos anteriores administraciones presidenciales habían sido intrascendentes por el poco beneficio que rindieron a la población.
Por el contrario, Araujo se caracterizó por un estilo de gobierno muy diferente al de sus predecesores. Antes de tomar el poder se había comprometido con los artesanos para mejorar las condiciones laborales a cambio de sus votos. Ya en la presidencia, en una entrevista realizada por Alberto Masferrer, publicada en el Diario del Salvador del 17 de junio de 1911, el mandatario señalaba que se esforzaría en implantar medidas en beneficio de los más desfavorecidos, tales como la creación de montepíos para otorgar préstamos a bajo interés, asistencia médica gratuita en pueblos indígenas, y un reparto de tierras con un presupuesto especial para comprarlas. Una muestra que su presidencia había encontrado eco entre los sectores populares, es el siguiente fragmento de una carta con fecha 8 de agosto de 1912 dirigida a su persona por parte de vecinos de Santa Rosa de Lima, quienes le solicitaban su intervención en los daños que dos compañías mineras ocasionaban en el territorio y habitantes del municipio: 

...a todo pueblo le llega su hora de salvación y ya en el nuestro sonó esa hora de engrandecimiento, de justicia y bienandanza y en la que se reconocen los fueros del ciudadano. Ya llegó al poder supremo el Doctor Araujo, y su escogido y selecto gabinete, que ha demostrado a la faz de propios y extraños que su ideal es el engrandecimiento de su patria, que su timbre de gloria será pasar a la posteridad como predestinado y que será ungido con el óleo santo de la historia; que con mano enérgica ha demostrado que el país no es patrimonio exclusivo del poderoso y que ya no hay contratas leoninas, ni extranjeros omnipotentes.

Sin embargo, así como el gobierno buscaba satisfacer las demandas sociales, también se encargó de fortalecer y profesionalizar el aparato represivo del Estado, que tuvo en la Guardia Nacional su máxima expresión.
Las políticas de Araujo reñían con la visión tradicional de los grupos influyentes del país, en la que el Estado favorecía la reducción del impuesto a la exportación; y la dependencia de los préstamos extranjeros. Además intentó darle más autonomía y poder a sus funcionarios, cuando la misma élite había ejercido una notable influencia en las decisiones del aparato estatal.
La política reformista emprendida por Manuel Enrique Araujo se truncó por su asesinato; y nadie logró darle continuidad, en parte por el escaso peso político de quienes se encontraban en su gabinete. Para Rafael Lara Martínez, «su muerte sella la disolución de esa triple alianza: unionismo-antiimperialismo-nacionalismo».

## El magnicidio de Manuel Enrique Araujo
En horas de la noche del 4 de febrero de 1913, el presidente se encontraba sentado en un banco del costado noreste del parque Bolívar (actual plaza Gerardo Barrios), al que asistía con frecuencia. Estaba acompañado de su sobrino Tomás Peralta y sus amigos Francisco y Carlos Dueñas. El ambiente era animado por un concierto de la Banda de los Supremos Poderes dirigida por el maestro José Ferrer.
A eso de las 8:30 p. m., tres hombres se abalanzaron sobre Araujo con machete en mano, y dos disparos se escucharon en medio de la confusión general. Como consecuencia del ataque, el presidente había recibido un balazo debajo del omóplato derecho; una herida de arma punzante en la espalda y tres de arma cortante en su cabeza, la más grave de ellas la que le había atravesado el cráneo.
Aún herido, Araujo pudo caminar por sí solo, pero fue obligado por sus amigos a dirigirse a la casa de Mercedes viuda de Meléndez, adonde fue atendido por eminentes médicos. Entre el 5 y 8 de febrero el presidente era observado en la residencia presidencial, y pese a la gravedad de su condición, se dice que podía comunicarse y movilizarse por sí mismo aunque por breves momentos. Incluso, el Diario Oficial del 7 de febrero consignaba que el mandatario continuaba «mejorando notablemente», y que el cuerpo médico era de la opinión que había «pasado verdaderamente todo peligro...que pudiera generar una crisis en la enfermedad».
En la mañana del 9 de febrero, Araujo firmó el decreto que traspasaba la presidencia al primer designado Carlos Meléndez, ya que el vicepresidente Durán había declinado ostentar el cargo. Ese mismo día fue sometido a una operación en el Hospital Rosales de la que se extrajeron fragmentos de hueso en el seno frontal y en la que participaron once médicos. Sin embargo, la herida acabó infectándose y entró en estado de coma, falleciendo a las 3:30 de la tarde.

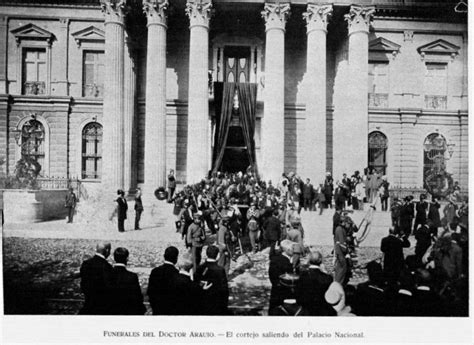
funeral de Araujo; La nutrida asistencia refleja su gran popularidad que se debía en buena parte a su diplomacia independiente y su sensibilidad a los problemas de las mayorías

El cuerpo del presidente fue embalsamado y exhibido en el Salón Azul del Palacio Nacional. Los funerales se realizaron con toda solemnidad, y en su entierro, que tuvo lugar el 12 de febrero a las once y treinta de la mañana, participaron unas 15 000 personas, aproximadamente la tercera parte de la población de San Salvador para ese tiempo. El Gobierno dispuso la creación del «Panteón de los Grandes Hombres» en el sitio que serían sepultados los restos del mandatario, que con el tiempo tomaría el nombre de «Cementerio de Los Ilustres».
Tres sujetos fueron capturados por el magnicidio: Fabián Graciano, Fermín Pérez y Virgilio Mulatillo, todos de origen campesino. Tras un proceso sumario y a trece días del asesinato del presidente, acabaron en el paredón de fusilamiento. También terminó capturado el mayor Fernando Carmona, a quien se le atribuye el disparo que impactó al mandatario, pero murió a los tres días de guardar prisión, presuntamente por suicidio.
Varias son las hipótesis que tratan de explicar el asesinato del presidente. Una de ellas adjudica el asesinato a líos de faldas, ya que se dice que Araujo tenía debilidad por las mujeres; otra inculpa al doctor Prudencio Alfaro, quien habría tenido apoyo del presidente guatemalteco Manuel Estrada Cabrera cuyo gobierno había sostenido una guerra con El Salvador en 1906. Otros acusarían a miembros de la familia Meléndez, ya que tras la muerte de Araujo gobernarían el país por dieciocho años junto a los Quiñonez, pero el historiador Enrique Kuny Mena rechaza esta conjetura pues entre las familias Araujo y Meléndez había buenas relaciones; aparte que Carlos Meléndez había sido uno de los fervientes promotores de la candidatura presidencial de Araujo. No se descarta que el atentado haya tenido que ver con las reformas implantadas por el presidente, las cuales se interrumpieron con su fallecimiento. Falleció exactamente unos días antes de otro mandatario latinoamericano, el presidente mexicano Francisco I. Madero.
Sea como fuere, las causas del asesinato y sus autores intelectuales nunca han sido conocidos. Las investigaciones no ahondaron en el asunto y por la forma en que se manejó, parecía que había interés en cerrar el caso lo más pronto posible.

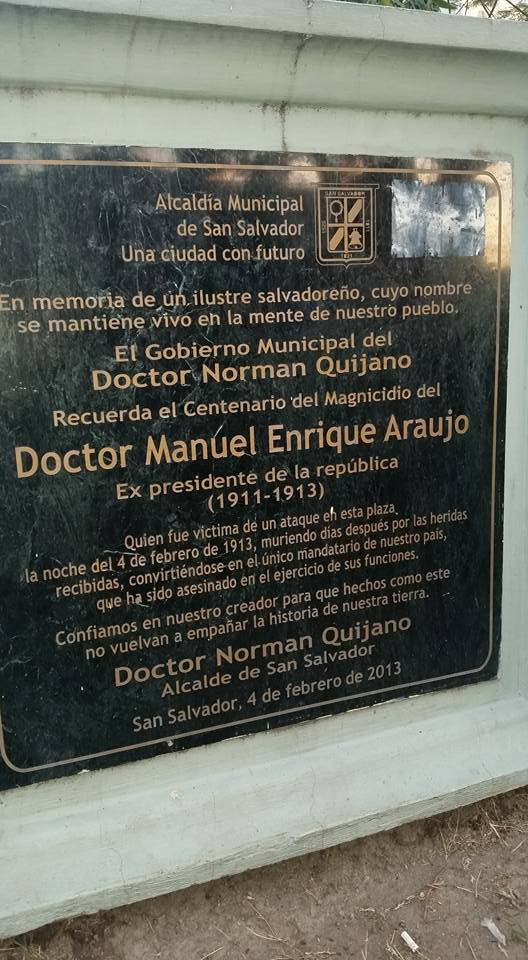
Placa conmemorativa en el centenario del magnicidio

## Vida personal y su trayectoria académica y profesional

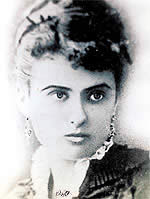
Doña María Peralta de Araujo

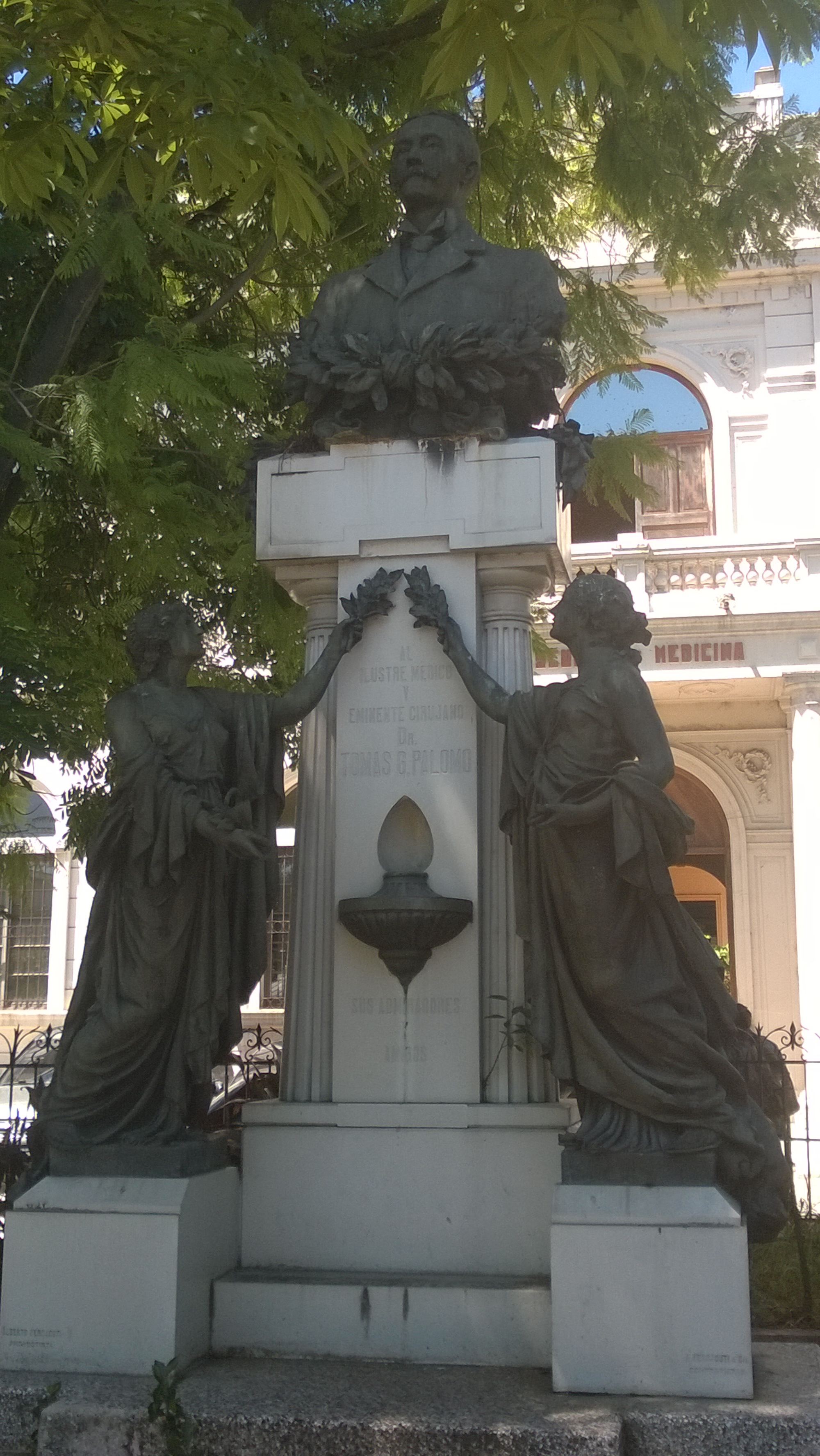
Estatua del cirujano Dr. Tomás G. Palomo, en la antigua facultad de Medicina de la Universidad de El Salvador frente al hospital Rosales.

La familia de Manuel Enrique Araujo era parte de la élite exportadora de café del país. Fueron sus padres don Manuel Enrique Araujo y doña Juana Rodríguez de Araujo, cuyas familias tenían orígenes vascos y portugueses. Era el menor de siete hermanos.
Fue bautizado en la localidad de Alegría, aunque consideraba como su lugar de residencia a Jucuapa. Para 1887 contrajo matrimonio con María Peralta Lara, hija del expresidente José María Peralta. Se dedicó a la caficultura y llegó a ser el más importante productor del país en el año 1910 con su hacienda Galingagua ubicada en San Agustín, departamento de Usulután.
Fue nombrado Alcalde Municipal de San Salvador para el año de 1888; es notable que para el mismo año, Carlos Meléndez obtuvo el cargo de 1.er Regidor del Concejo Municipal. Durante su cargo, en el 29 de junio fue inaugurada la Catedral Metropolitana.
Realizó sus estudios de Medicina en la Universidad de El Salvador como alumno aventajado del doctor Emilio Álvarez. Obtuvo el doctorado en Farmacia con especialidad en cirugía, neurología y patología exótica en el año 1891, y continuó sus estudios en Europa. De hecho, varios trabajos de su autoría fueron publicados en este continente, y ganó reconocimientos por dos pequeños instrumentos que inventó para facilitar el parto. Además fue el primero en realizar con éxito una operación de bocio en El Salvador. También estuvo al frente del servicio de cirugía del Hospital Nacional Rosales, junto a los doctores Francisco Guevara y Tomás G. Palomo, por lo que es considerado uno de los pioneros de esta rama de la Medicina en el país. En el 30 de junio de 1894, después de la revolución de los 44, fue nombrado profesor de patología externa de la Facultad de Medicina y Cirugía de la UES por el Consejo de Instrucción Pública.
De acuerdo al diplomático Guillermo Trabanino, Araujo «era un hombre de recia personalidad, atento, amable y a la vez respetuoso, con sus chispas de buen humor». Como médico no cobraba la consulta ni operaciones a gente pobre, y en su despacho presidencial se tomaba unas dos horas de la mañana para atender a cualquiera que lo solicitase; además se dice que donaba su salario como presidente al Hospital Rosales.

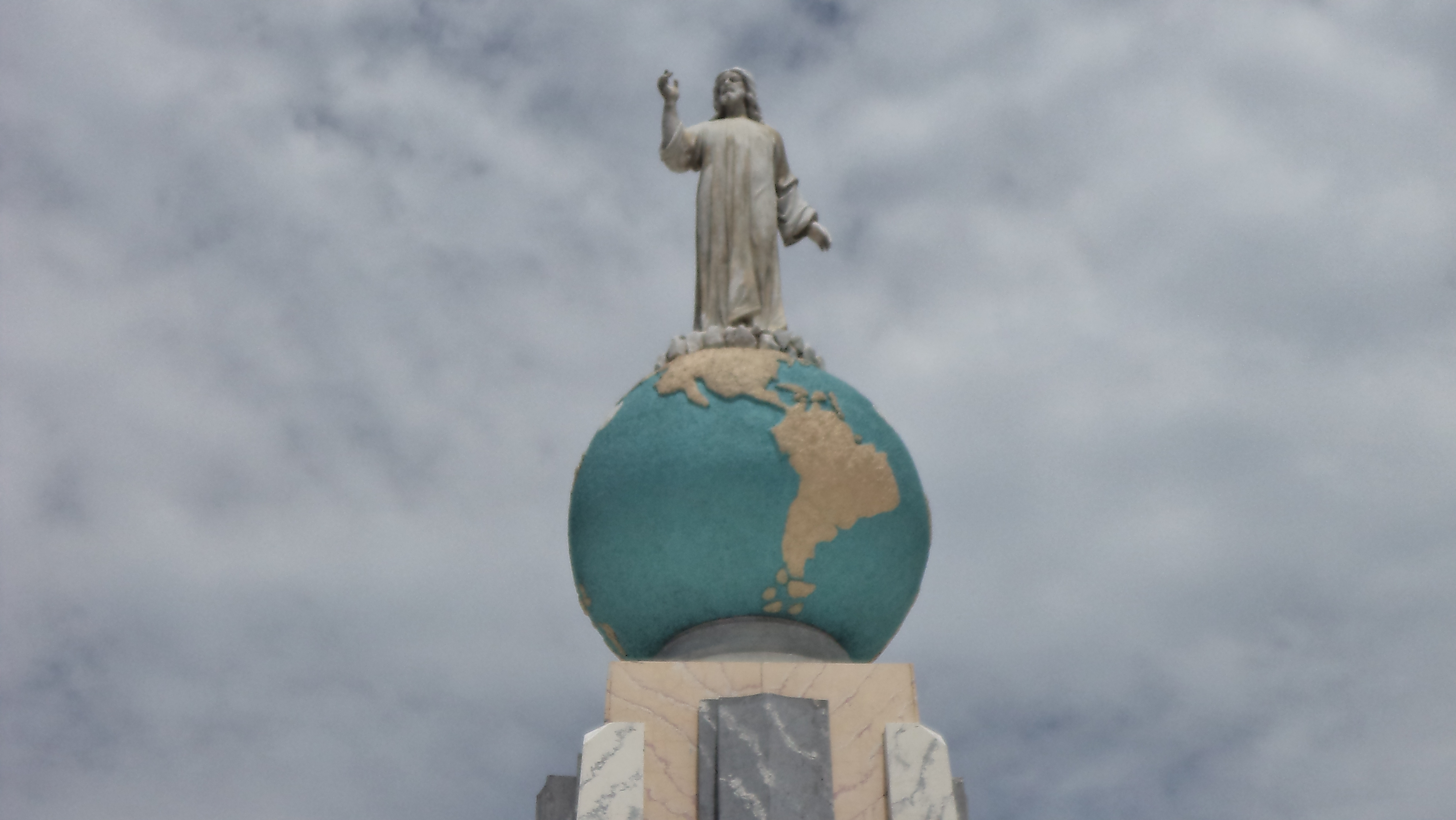
La estatua de Jesucristo, que adorna el Monumento al Divino Salvador del Mundo, se encontraba en la tumba del presidente Araujo.

## Memoria
El consejo de ministros emitió un decreto ejecutivo en el 6 de febrero de 1914 declarando que el 9 de febrero sea día de duelo nacional en memoria a la muerte de Manuel Enrique Araujo; comisionó al doctor Enrique Cañas para que en representación del poder ejecutivo pronuncie una oración fúnebre y al doctor David Rosales, hijo, el Subsecretario de Estado en el Despacho de Gobernación y Beneficencia, para que a nombre del gobierno haga presente a la viuda e hija del doctor Araujo la renovación del duelo.

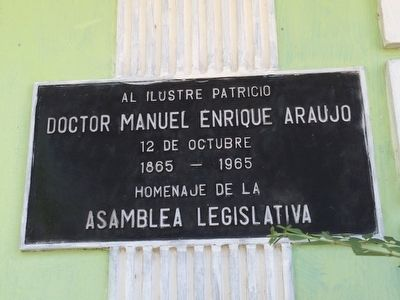
Una placa al honor del presidente Manuel Enrique Araujo. situada en la asamblea legislativa.- San Salvador

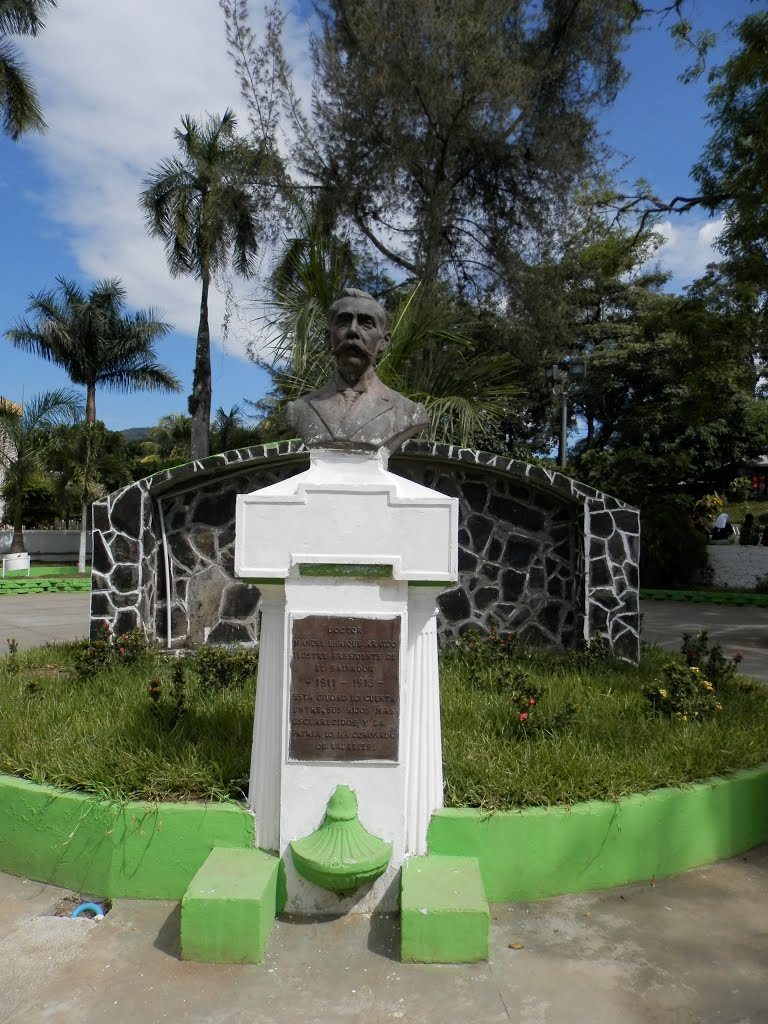
Busto de Manuel Enrique Araujo situado en Jucuapa, Usulután.

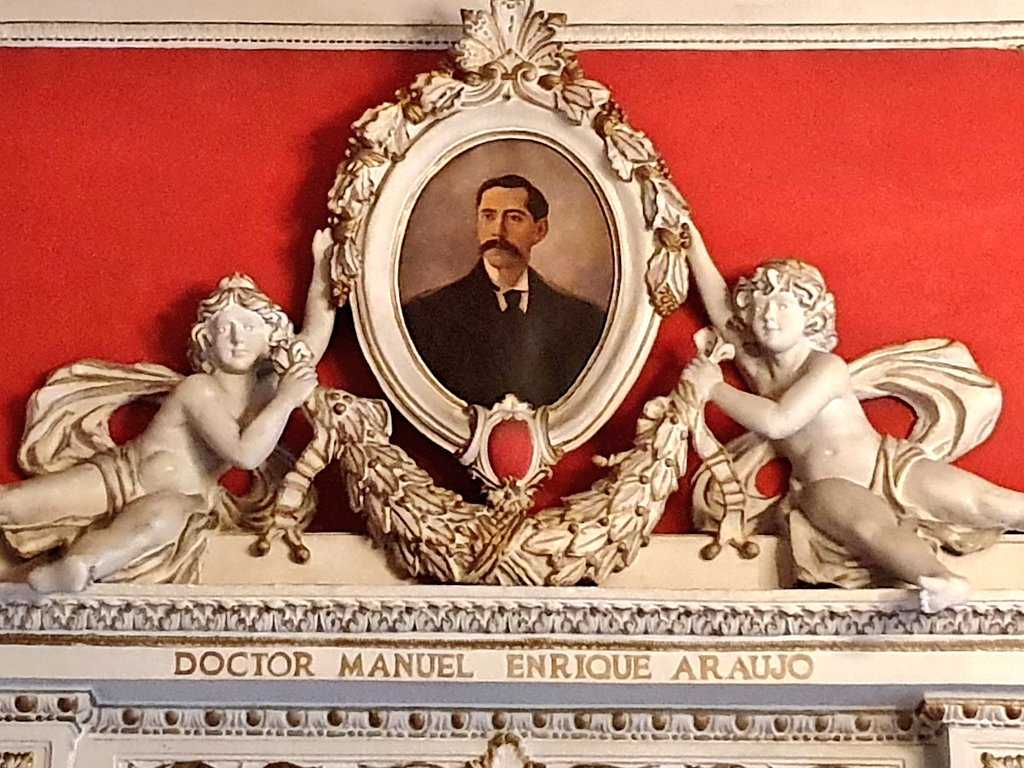
Litografía De óleo del Dr. Manuel Enrique Araujo, Situada en el Palacio Nacional.

En su memoria fue nombrada la Escuela de Guerra Manuel Enrique Araujo en el año 1955, que desde 1992 funciona como Comando de Doctrina y Educación Militar. De igual manera, una de las principales calles de San Salvador lleva el nombre de «Alameda Manuel Enrique Araujo», que conecta con la Plaza Salvador del Mundo. Allí se encuentra el Monumento al Divino Salvador del Mundo en el que resalta una estatua de Jesucristo. Dicha imagen, que pasaría a convertirse en un símbolo del país, se encontraba en la tumba del presidente hasta que fue obsequiada por su familia en ocasión de celebrarse el Primer Congreso Eucarístico Nacional en 1942.
El 3 de noviembre de 2011, se estrenó el radio drama Magnicidio, el asesinato del presidente Manuel Enrique Araujo en 1913, bajo la dirección y realización del escritor Miguel Ángel Chinchilla.
Para conmemorar el centenario del atentado, el 4 de febrero de 2013 el alcalde de San Salvador Norman Quijano colocó la réplica de la banca en la que fue herido el presidente en la plaza Gerardo Barrios junto a una placa alusiva. La banca original se encuentra en exhibición en el Palacio Nacional de El Salvador. Además, se estrenó la obra teatral El magnicidio del siglo XX en el Teatro Nacional de San Salvador. También en España se ha publicado la novela del escritor salvadoreño C. Gerardo Perla y titulada El sabor de lo heroico aparecida en diciembre de 2012 que narra el magnicidio del presidente Araujo.